# 215 av. J.-C.
Cette page concerne l'année 215 av. J.-C. du calendrier julien proleptique.

## Événements
- 3 mai (15 mars du calendrier romain) : début à Rome du consulat de Tiberius Sempronius Gracchus et Lucius Postumius Albinus III. Albinus, élu, est tué au combat contre les rebelles en Gaule cisalpine avant d'entrer en charge. Il est remplacé par Marcus Claudius Marcellus, consul suffect, qui abdique. Quintus Fabius Maximus Verrucosus est subrogé à Marcellus[1].
  - Les consuls font campagne en Campanie tandis que Claudius Marcellus défend Nole[2] Hannibal envoie son frère Magon demander des renforts à Carthage. Le Sénat vote l’envoi de 4 000 Numides, de quarante éléphants et d’une somme d’argent considérable. En Espagne, un sénateur est chargé de lever 20 000 hommes et Hasdrubal Barca reçoit l’ordre de passer les Pyrénées. Mais les décisions sont prises avec lenteur. Hannibal réussit à gagner à sa cause le tyran de Syracuse Hiéronyme de Syracuse, rallumant la guerre en Sicile, ainsi que Philippe V de Macédoine. Le Sénat romain redouble d’énergie. Il persiste dans son système de guerre d'usure en Italie et prend vigoureusement l’offensive à l’extérieur : Publius et Cnaeus Scipion mènent la guerre en Espagne et Marcellus en Sicile[3].
- 23 avril : dédicace du temple à Vénus Érycine sur le Capitole à Rome, construit pour conjurer la défaite du lac Trasimène[4].
- Printemps : 
  - Ambassade de Xénophane à Capoue. Le carthaginois Hannibal et Philippe V de Macédoine font alliance contre Rome[5].
  - Victoire romaine sur Carthage à la bataille de Dertosa ou d'Ibéra, au sud de l'Èbre, en Espagne[6].
  - Début du règne de Hiéronyme de Syracuse, tyran de Syracuse. Carthage et Syracuse font alliance contre Rome[2].

- Été : 
  - Victoire de Gracchus sur les Campaniens à Hamae. Il se retire à Cumes où il est assiégé par Hannibal[7].
  - Victoire de Tiberius Sempronius Longus sur le Carthaginois Hannon près de Grumentum, en Lucanie[2]. Hannon se replie dans le Bruttium où Locres et Crotone rallient Hannibal Barca.
  - Révolte de la Sardaigne contre Rome menée par Hampsicora, réprimée par le préteur Titus Manlius Torquatus, qui repousse une tentative carthaginoise de reconquérir l'île menée par Hasdrubal le chauve à la bataille de Cornus[8].
- Fin de l’été : Bomilcar débarque à Locres avec les renforts de Carthage ; Hannibal fait une nouvelle tentative contre Nole qui échoue[9].
- Automne : 
  - Le préteur Marcus Valerius Laevinus est envoyé avec deux légions de Sicile à Brundisium pour sécuriser l’accès à l’Italie. Début de la Première Guerre macédonienne (fin en 205 av. J.-C.)[2].
  - Répression de la révolte d'Achaios II : prise de Sardes par les forces d’Antiochos III ; Achaios se réfugie dans la citadelle où il résiste jusqu’en 213 av. J.-C.[10].

- En Chine, les Qin chassent les Xiongnu des environs des Ordos[11].
- Doublement du tributum[12]. L’impôt ne suffisant plus à financer la guerre, Rome a recours à l’emprunt forcé auprès des particuliers (sénateurs et chevaliers). Après la guerre, les financiers seront remboursés en terres et seront largement bénéficiaires de l’opération[13]. Constitution d’une société par actions composée de publicains (90 equites), qui offre au Sénat romain un million de deniers pour l’équipement de l’armée d’Espagne[14]. Promulgation de la Lex Oppia limitant le luxe des femmes[15].

## Naissances
- Cléopâtre Ire (date approximative).

## Décès en 215 av. J.-C.
- Apollonios de Rhodes, poète et grammairien, à Alexandrie (né en -295). Il vécut à Rhodes où il fonda une école de rhétorique puis revint à Alexandrie où il dirigea la Bibliothèque. Auteur des Argonautiques, épopée très appréciée à l’époque hellénistique.
- Hiéron II.
- Kōrei, empereur légendaire du Japon.